# Harry Clarke (calciatore)
Harrison Thomas Clarke (Ipswich, 2 marzo 2001) è un calciatore inglese, difensore dello Sheffield Utd in prestito all'Ipswich Town.

## Caratteristiche tecniche
Inizialmente centrocampista, nel settore giovanile dell'Arsenal è stato arretrato sulla linea difensiva, inizialmente come difensore centrale ed in seguito come terzino destro.

## Carriera

### Club
Clarke è entrato a far parte del settore giovanile dell'Arsenal nel 2015, dopo aver giocato con Brantham Athletic ed Ipswich Town. Nel 2018 ha firmato il suo primo contratto professionistico, che è stato ulteriormente prolungato nel dicembre del 2019.
Il 16 ottobre 2020 è stato ceduto in prestito per sei mesi all'Oldham Athletic e quattro giorni dopo ha debuttato nel calcio professionistico nell'incontro di Football League Two pareggiato 1-1 contro il Carlisle Utd. Il 3 novembre seguente ha segnato il suo primo gol fissando il punteggio sul definitivo 2-1 contro il Cheltenham Town ed il 22 gennaio il prestito è stato esteso fino a giugno.
Il 2 agosto 2021 è stato ceduto in prestito al Ross County in Scozia. Dopo una buona prima parte di stagione è stato richiamato dall'Arsenal ed in seguito è stato prestato all'Hibernians per la seconda metà di stagione.
Il 20 giugno 2022 è stato prestato per la quarta volta, questa volta allo Stoke City in Championship. Nel mercato di gennaio seguente è stato ceduto a titolo definitivo all'Ipswich Town.
Il 29 gennaio 2025 passa in prestito allo Sheffield United fino al termine della stagione.

### Nazionale
Nel 2017 ha giocato due incontri con l'Inghilterra Under-17.

## Statistiche

### Presenze e reti nei club
Statistiche aggiornate al 3 dicembre 2024.
| Stagione            | Squadra             | Campionato          | Campionato | Campionato | Coppe nazionali | Coppe nazionali | Coppe nazionali | Coppe continentali | Coppe continentali | Coppe continentali | Altre coppe | Altre coppe | Altre coppe | Totale | Totale | Totale |
| Stagione            | Squadra             | Comp                | Pres       | Reti       | Comp            | Pres            | Reti            | Comp               | Pres               | Reti               | Comp        | Pres        | Reti        | Pres   | Reti   |        |
| ------------------- | ------------------- | ------------------- | ---------- | ---------- | --------------- | --------------- | --------------- | ------------------ | ------------------ | ------------------ | ----------- | ----------- | ----------- | ------ | ------ | ------ |
| 2020-2021           | Oldham Athletic     | FL2                 | 32         | 1          | FACup+CdL       | 3+0             | 0+0             | -                  | -                  | -                  | FLT         | 0           | 0           | 35     | 1      |        |
| 2021-gen. 2022      | Ross County         | SP                  | 17         | 3          | CS+CdL          | 0+0             | 0+0             | -                  | -                  | -                  | CC          | 0           | 0           | 17     | 3      |        |
| gen.-giu. 2022      | Hibernian           | SP                  | 7          | 1          | CS+CdL          | 1+0             | 0+0             | -                  | -                  | -                  | CC          | 0           | 0           | 8      | 1      |        |
| 2022-gen. 2023      | Stoke City          | FLC                 | 18         | 2          | FACup+CdL       | 1+1             | 0+0             | -                  | -                  | -                  | -           | -           | -           | 20     | 2      |        |
| gen.-giu. 2023      | Ipswich Town        | FL1                 | 20         | 0          | FACup+CdL       | 0+0             | 0+0             | -                  | -                  | -                  | FLT         | 0           | 0           | 20     | 0      |        |
| 2023-2024           | Ipswich Town        | FLC                 | 35         | 1          | FACup+CdL       | 1+3             | 0+0             | -                  | -                  | -                  | -           | -           | -           | 39     | 1      |        |
| 2024-2025           | Ipswich Town        | PL                  | 4          | 0          | FACup+CdL       | -               | -               | -                  | -                  | -                  | -           | -           | -           | 4      | 0      |        |
| Totale Ipswich Town | Totale Ipswich Town | Totale Ipswich Town | 59         | 1          |                 | 4               | 0               |                    | -                  | -                  |             | -           | -           | 63     | 1      |        |
| Totale carriera     | Totale carriera     | Totale carriera     | 133        | 8          |                 | 10              | 0               |                    | -                  | -                  |             | -           | -           | 143    | 8      |        |